# Station Dalston Kingsland
Dalston Kingsland is een spoorwegstation van London Overground aan de North London Line. 

## Geschiedenis
North London Railway opende het eerste station op deze plaats in 1850. Toen de uitbreiding van het net naar Broad Street in 1865 werd uitgevoerd werd een driehoekige aansluiting gecreëerd en werd het station vervangen door een nieuw Dalston Junction station. Het station werd herbouwd en geopend op 16 mei 1983 en verving Dalston Junction toen dat station samen met de gehele lijn naar Broad Street sloot in 1986.